# Rock en tu idioma
El rock en tu idioma fue una campaña de difusión, impulsada y producida por la compañía discográfica BMG Ariola, para dar a conocer y distribuir bandas de música rock mexicanas, españolas y argentinas; y que después se le unirían otros sellos discográficos. Abarca desde 1986 hasta 1990. No es un movimiento musical radicado en Hispanoamérica parte del éxito provino de la llamada movida madrileña.
Su objetivo era propagar la música de grupos de rock en español, creando álbumes recopilatorios, con música de varios artistas, que por sí solos no tendrían éxito comercial; también se realizaron algunos conciertos para aprovechar la tendencia de éxito.
Los álbumes de Rock en tu idioma fueron muy populares a finales de los 80 en México ya que incluían grupos mexicanos, sudamericanos y españoles que eran difíciles de adquirir, la mayoría por no tener algún álbum documentado y por lo tanto desconocidos en el mercado; un ejemplo es 15 años de Rock en tu idioma distribuido por BMG.
Rock 101 fue la emisora de radio que empezó a transmitir rock en español en México, ellos llevaron al español Miguel Ríos a la Plaza de Toros. Posteriormente el mismo grupo creó Espacio 59, emisora de radio en la banda de AM que transmitiría únicamente rock en español. Rockotitlán fue el lugar en el que muchos de estos grupos se presentaron, estaba ubicado cerca de la avenida Insurgentes Sur en la Ciudad de México.

## Grupos musicales
- Argentina: Soda Stereo, Miguel Mateos, Enanitos Verdes, Virus, Charly García, La Torre, GIT, Los Encargados, Raúl Porchetto, Fricción, Miguel Cantilo, Félix Pando, Ariel Rot, Los Fabulosos Cadillacs, Andrés Calamaro, Los Abuelos de la Nada, Ataque 77, Todos Tus Muertos, Los Helicópteros, Los Pericos, Los Violadores, Fito Paez, Los Twist, Riff, Ratones Paranoicos, Luis Alberto Spinetta, Sumo, Metrópoli, León Gieco, Serú Girán, Viuda e Hijas de Roque Enroll, Spinetta Jade, Patricio Rey y sus redonditos de ricota, Los Rancheros y Los Intocables.

- España: 091, Patxi Andión, Radio Futura, Miguel Ríos, Veni Vidi Vici, La Trinca, La Unión, Gabinete Caligari, Alaska y Dinarama, Hombres G, Los Toreros Muertos, Nacha Pop, Duncan Dhu, Rosendo Mercado, Los Secretos, Alaska y los Pegamoides, Orquesta Mondragón, La Granja, Luz Casal, Rey Lui, Un Pingüino en mi Ascensor, Tino Casal, Héroes del Silencio,Barón Rojo ,Angeles del Infierno (banda) y Adolfo Bringas.

- México: Caifanes, Alquimia, Maldita Vecindad y los Hijos del Quinto Patio, Neón, Los Amantes de Lola, Bon y los Enemigos del Silencio, Fobia, Ritmo Peligroso, Rostros Ocultos, Kenny y los Eléctricos, Lujján, Música y Contracultura (MCC), Primer Nivel, La Cruz, D'TNT y Asha.

- Venezuela: Gabriel Fernández.

- Chile: Los Prisioneros.